# Heteropoda sexpunctata
Heteropoda sexpunctata là một loài nhện trong họ Sparassidae.
Loài này thuộc chi Heteropoda. Heteropoda sexpunctata được Eugène Simon miêu tả năm 1885.